# Aldealbar
Aldealbar és una pedania del municipi de Torrescárcela, al sexmo de Valcorba de la província de Valladolid, comunitat autònoma de Castella i Lleó, Espanya.
Forma part de la Comunidad de Villa y Tierra de Cuéllar i el 2007 tenia 16 habitants.